# قندریه
قندریه (به عربی: قندریة) یک روستا در سوریه است که در ناحیه مرکز جرابلس واقع شده‌است. قندریه ۸۸۸ نفر جمعیت دارد.